# Procymbopteryx belialis
Procymbopteryx belialis är en fjärilsart som beskrevs av Druce 1899. Procymbopteryx belialis ingår i släktet Procymbopteryx och familjen Crambidae. Inga underarter finns listade i Catalogue of Life.